# Oswald the Lucky Rabbit
Oswaldo o Coelho Sortudo (no original, Oswald the Lucky Rabbit) é um personagem de desenho animado criado por Walt Disney e Ub Iwerks. Oswald estreou em 1927 no curta Poor Papa, no ano seguinte, Disney perdeu os direitos de Oswaldo para a Universal Studios, que passou a produzir alguns curtas-metragens do coelho até 1943, através de Walter Lantz, (criador do Pica-Pau). Nesse período, Oswaldo começou a aparecer também em revistas em quadrinhos e teve sua aparência remodelada em 1935 pelas mãos de Manuel Moreno, da equipe de Lantz, adquirindo as cores branco e bege, mais suaves do que o preto original, e traços mais semelhantes ao de um coelho, para o design do personagem, Moreno se inspirou no coelho do curta The Fox and Rabbit (1935). Em 2003, a Buena Vista Games apresentou um conceito para um videogame de Mickey Mouse com a participação de Oswald para o presidente e COO da Disney, Bob Iger, que se comprometeu a adquirir os direitos de Oswald, à época com a NBCUniversal. Em 2006, a The Walt Disney Company adquiriu a propriedade intelectual de Oswald e o catálogo dos filmes de Oswald produzidos pela Disney, em troca de ceder o comentarista de futebol americano Al Michaels para a NBC. Tal jogo,  Epic Mickey, saiu em 2010, e o enredo da metaficção do jogo é paralelo à história do mundo real de Oswald, lidando com os sentimentos de abandono do personagem pela Disney e a inveja de Mickey Mouse. Desde então, ele apareceu em parques temáticos da Disney e em quadrinhos, bem como em dois jogos subsequentes, Epic Mickey 2: The Power of Two e Epic Mickey: Power of Illusion. Alguns dos primeiros curtas de Oswaldo foram disponibilizados no DVD Disney Treasures: The Adventures of Oswald, the Lucky Rabbit.
Em 2011, um desenho original do personagem, Hungry Hobos (1928) foi encontrado em acervo num arquivo de filmes no Reino Unido. O trabalho, considerado perdido, será vendido em leilão. Em 2014, foi encontrado na Noruega, o curta natalino Empty Socks (1927); no ano seguinte, uma cópia de Sleigh Bells foi encontrada nos arquivos do British Film Institute. Em 2018, uma cópia de Neck 'n' Neck foi encontrada no Japão.
Oswald fez sua primeira aparição em uma produção de animação da Disney em 85 anos por meio de sua participação no curta animado Get a Horse! de 2013. Ele foi o tema do longa-metragem de 2015, Walt Before Mickey. Oswald também aparece como um morador da cidade em Disney Infinity 2.0. Em 2022, Oswald apareceu em um novo curta produzido pela Disney.
A partir de 1º de janeiro de 2023, vários dos curtas originais de Oswald, bem como o personagem, ficaram em domínio público.

## Filmografia

### Disney
1927
- Trolley Troubles
- Oh Teacher
- The Mechanical Cow
- Great Guns
- All Wet
- The Ocean Hop
- The Banker's Daughter
- Empty Socks
- Rickety Gin

1928
- Harem Scarem
- Neck 'n' Neck
- The Ol' Swimmin' Hole
- Africa Before Dark
- Rival Romeos
- Bright Lights
- Oh, What a Knight
- Sagebrush Sadie
- Ride'em Plow Boy
- The Sky Scrapper
- Ozzie of the Mounted
- Hungry Hobos
- Poor Papa – Pilot Short
- The Fox Chase
- Tall Timber
- Sleigh Bells
- Hot Dog

### Winkler
1928
- High Up
- Mississippi Mud
- Panicky Pancakes
- Fiery Firemen
- Rocks and Socks
- South Pole Flight
- Bull-Oney
- A Horse Tale
- Farmyard Follies

1929
- Homeless Homer
- Yanky Clippers
- Hen Fruit
- Sick Cylinders
- Hold 'em Ozzie
- The Suicide Sheik
- Alpine Antics
- The Lumberjack
- The Fishing Fool
- Stage Stunts
- Stripes and Stars
- The Wicked West
- Ice Man's Luck
- Nuts and Jolts
- Jungle Jingles
- Weary Willies
- Saucy Sausages

### Lantz

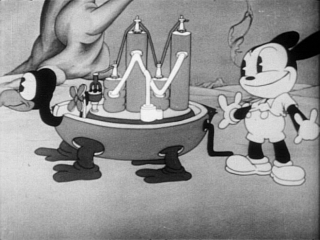
Cena de Making Good (1932)

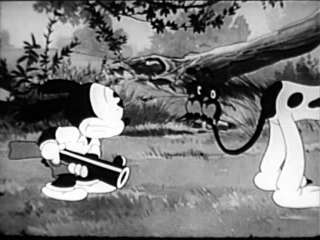
Cena de The Quail Hunt (1935)

1929
- Race Riot
- Oil's Well
- Permanent Wave
- Cold Turkey
- Pussy Willie
- Amateur Nite
- Hurdy Gurdy
- Snow Use
- Nutty Notes
- Ozzie of the Circus

1930
- Kounty Fair
- Chilly Con Carmen
- Kisses and Kurses
- Broadway Folly
- Bowery Bimbos
- The Hash Shop
- The Prison Panic
- Tramping Tramps
- Hot for Hollywood
- Hells Heels
- My Pal Paul
- Not So Quiet
- Spooks
- Cold Feet
- Snappy Salesman
- Henpecked
- The Singing Sap
- The Detective
- The Fowl Ball
- The Navy
- Mexico
- Africa
- Alaska
- Mars

1931
- China
- College
- Shipwreck
- The Farmer
- The Fireman
- Sunny South
- Country School
- The Bandmaster
- Northwoods
- The Stone Age
- Radio Rhythm
- Kentucky Belles
- Hot Feet
- The Hunter
- Wonderland
- The Hare Mail
- The Fisherman
- The Clown

1932
- Grandma's Pet
- Mechanical Man
- Wins Out
- Beau and Arrows
- Making Good
- Let's Eat
- The Winged Horse
- Cat Nipped
- A Wet Knight
- A Jungle Jumble
- Day Nurse
- The Busy Barber
- Carnival Capers
- Wild and Woolly
- Teacher's Pests

1933
- The Plumber
- The Shriek
- Going to Blazes
- Beau Best
- Ham and Eggs
- Confidence
- Five and Dime
- The Zoo
- The Merry Old Soul
- Parking Space

1934
- Chicken Reel
- The Candy House
- The County Fair
- The Toy Shoppe –
- Kings Up
- Wolf! Wolf!
- The Ginger Bread Boy
- Goldielocks and the Three Bears
- Annie Moved Away
- Wax Works
- William Tell
- Chris Columbus Jr.
- The Dizzy Dwarf
- Ye Happy Pilgrims
- Sky Larks
- Spring in the Park
- Toyland Premiere

1935
- Robinson Crusoe Isle
- The Hillbilly
- Two Little Lambs
- Do A Good Deed
- Elmer the Great Dane
- Springtime Serenade
- Towne Hall Follies
- At Your Service
- Bronco Buster
- Amateur Broadcast
- The Quail Hunt
- Monkey Wretches
- Case of the Lost Sheep
- Doctor Oswald

1936
- Soft Ball Game
- Alaska Sweepstakes
- Slumberland Express
- Beauty Shoppe
- The Barnyard Five
- Fun House
- Farming Fools
- Battle Royal
- Music Hath Charms
- Kiddie Revue
- Beachcombers
- Night Life of the Bugs
- Puppet Show
- The Unpopular Mechanic
- Gopher Trouble

1937
- Everybody Sing
- Duck Hunt
- The Birthday Party
- Trailer Thrills
- The Wily Weasel
- The Playful Pup
- Lovesick
- Keeper of the Lions
- The Mechanical Handy Man
- Football Fever
- The Mysterious Jug
- The Dumb Cluck

1938
- The Lamp Lighter
- Man Hunt
- Yokel Boy Makes Good
- Trade Mice
- Feed the Kitty
- Happy Scouts

1943
- The Egg Cracker Suite

### Disney2010
- Epic Mickey

2012
- Epic Mickey 2

2013
- Get a Horse!
- Oswald Holiday Greeting Card

2017
- Canned, episódio de Mickey Mouse (série de TV)

## Vídeo games

### Epic Mickey
Oswaldo retorna em Epic Mickey como líder da terra dos desenhos esquecidos ou abandonados por Walt Disney, meio magoado conforme o sucesso de Mickey aumenta e piora quando o Mickey causa toda a confusão que leva a sua namorada Hortênsia embora, passando a odiar o Mickey mais ainda por isso. De fato um dos desafios do Mickey é recuperar a confiança de seu meio-irmão para que juntos eles possam derrotar o vilão Mancha e salvar a terra dos sonhos esquecidos. O problema é que o Mickey criou esse vilão logo no início de sua carreira e, enquanto sua fama aumentava, a dor dos personagens da chamada Refugolândia piorava e só anos mais tarde é que Mickey foi sugado para lá, o vilão que Mickey criou foi felizmente engarrafado por Oswaldo e Hortênsia, mas o maior servo do Mancha ficou tão poderoso que tomou a Refugolândia para si e "destronou" Oswaldo obrigando-o a se esconder.
O roteirista Peter David escreveu uma graphic novel baseada no jogo.

### Epic Mickey 2: The Power of Two
Ele aparece como companheiro de Mickey.

## Projetos da Disney
Em 2012, um esboço de animação de um desenho animado perdido de 1928, Harem Scarem, foi compilado por arquivistas da Disney e lançado para ajudar a comemorar o 85º aniversário de Oswald. Ele fez uma aparição em um desenho animado do Mickey Mouse estilo retrocesso de 2013, Get a Horse!
Embora apenas 19 dos 26 desenhos tenham sobrevivido, alguns dos desenhos perdidos de Oswald foram encontrados na década de 2010. Em 2015, os Arquivos Nacionais do British Film Institute continham Sleigh Bells (1927). O BFI e o Walt Disney Animation Studios trabalharam para restaurar o curta. O animador de longa data da Disney, David Bossert, escreveu um livro, Oswald the Lucky Rabbit: The Search for the Lost Disney Cartoons, lançado em 2017. Um japonês, Yasushi Watanabe, leu o livro e descobriu que tinha um desenho animado de Oswald de 1928 desaparecido, Neck & Neck, desde a adolescência.
Uma série centrada em Oswald estava em desenvolvimento com o projeto anunciado em 2019 para um possível lançamento no Disney+. O veterano da Disney Television Animation, Matt Danner, revelou que uma série estava em desenvolvimento como continuação da equipe por trás de The Legend of the Three Caballeros, mas que eles "se separaram e se espalharam ao vento". Ele expressou esperança de que a série ainda pudesse ser revivida no futuro e deu a entender que outra equipe iria desenvolvê-lo, já que a Disney ainda estava investindo pesadamente em querer reviver o personagem.

Em 1º de dezembro de 2022, um curta-metragem animado on-line de Oswald desenhado à mão pela Walt Disney Animation Studios foi lançado. O curta foi dirigido por Eric Goldberg, com trilha sonora de Dean McClure e produzido por Dorothy McKim, com Mark Henn e Randy Haycock trabalhando na animação ao lado de Goldberg. Ele marcou o primeiro curta de Oswald produzido pela Disney, bem como seu último desde Feed the Kitty (1938). Algumas semanas depois, uma peça de animação desenhada à mão pela Disney Animation apresentando Oswald foi lançada, destinada a promover uma linha de produtos desenvolvidos pela Disney e Givenchy.